# ماجيجي
ماجيجي (بالإنجليزية: Magigi)‏ في كثير من الأساطير يحل الدمار بالعالم عقابا على خطيئة كبيرة، فيبقى زوج وزوجة على قيد الحياة لينسلا في الأرض (أحيانا أخ وأخت، وأحيانا أكثر من اثنين). وفي هذه القصة من جزر الكارولين تتنبأ ماجيجي بالطوفان، ولا يبقى من الأحياء سوى هي وزوجها.